# Пшоно

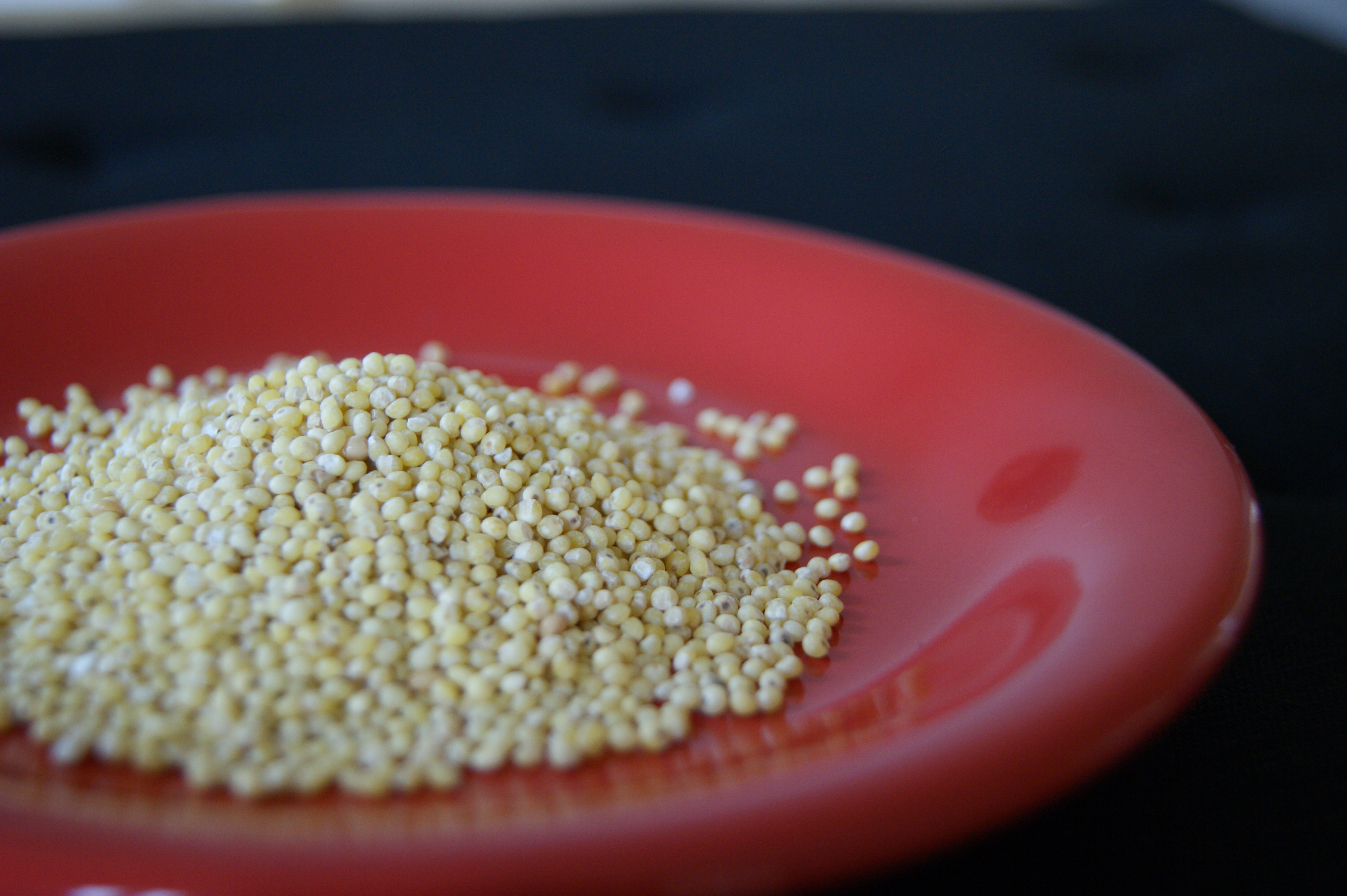
Пшоно

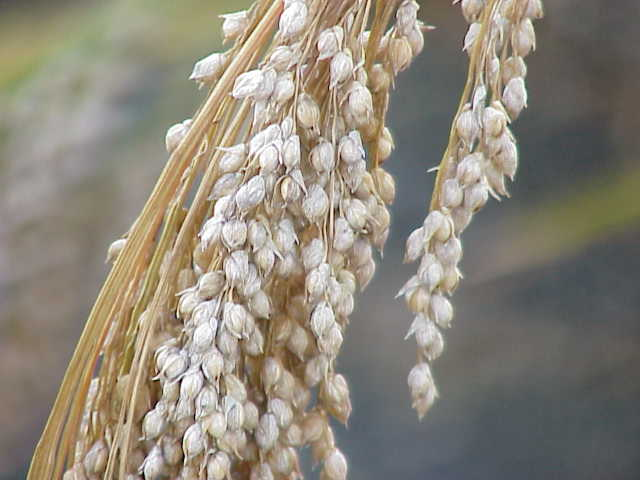
Зріле колосся Проса звичайного

Пшоно́ — насіння проса, очищене від зовнішньої оболонки, луски.
Цей доступний і традиційний продукт — джерело великої кількості вітамінів і мікроелементів. Пшоно є  постачальником рослинних білків і вуглеводів. Багатий вміст клітковини забезпечує роботу шлунково-кишкового тракту, знижує рівень холестерину в крові.
Використовується для приготування супів, каш, фаршів, запіканок. Дуже смачні виходять страви з пшона, приготовлені з гарбузом, печінкою або яйцями.

## Загальні відомості
Споживання пшона практикувалося ще від початку існування древніх цивілізацій світу. Зазвичай пшоно ― це малозернові однорічні злаки, що люблять теплий клімат і відносяться до родини трав. Вони дуже добре переносять екстремальні погодні умови, такі як посуха, і є більш поживними злаками, якщо порівнювати із рисом і пшеницею. Пшоно має незначний вміст фітінової кислоти і є багатим на харчові волокна, залізо, кальцій, і вітаміни B. Крім того,  і зменшують поглинання глюкози.
|                 | Неочищене зерно | Просо |
| --------------- | --------------- | ----- |
| Води            | 10,66           | 10,97 |
| Азотних речовин | 9,29            | 10,82 |
| Жирів           | 3,50            | 5,46  |
| Цукру           | 1,33            | 1,19  |
| Декстрину       | 3,51            | 7,16  |
| Крохмалю        | 61,09           | 59,40 |
| Клітковини      | 7,29            | 2,64  |

## Історія
Мишій італійський є першим відомим одомашненим просом. Китайські легенди приписують одомашнення пшона до часів Шень-нуна, легендарного Імператора Китаю. Також пшоно або просо згадується у деяких найдавніших текстах Яджур-вед, що свідчить про те, що споживання пшона було дуже поширеним за часів раніше ніж 4500 р. до н. е.

## Виробництво

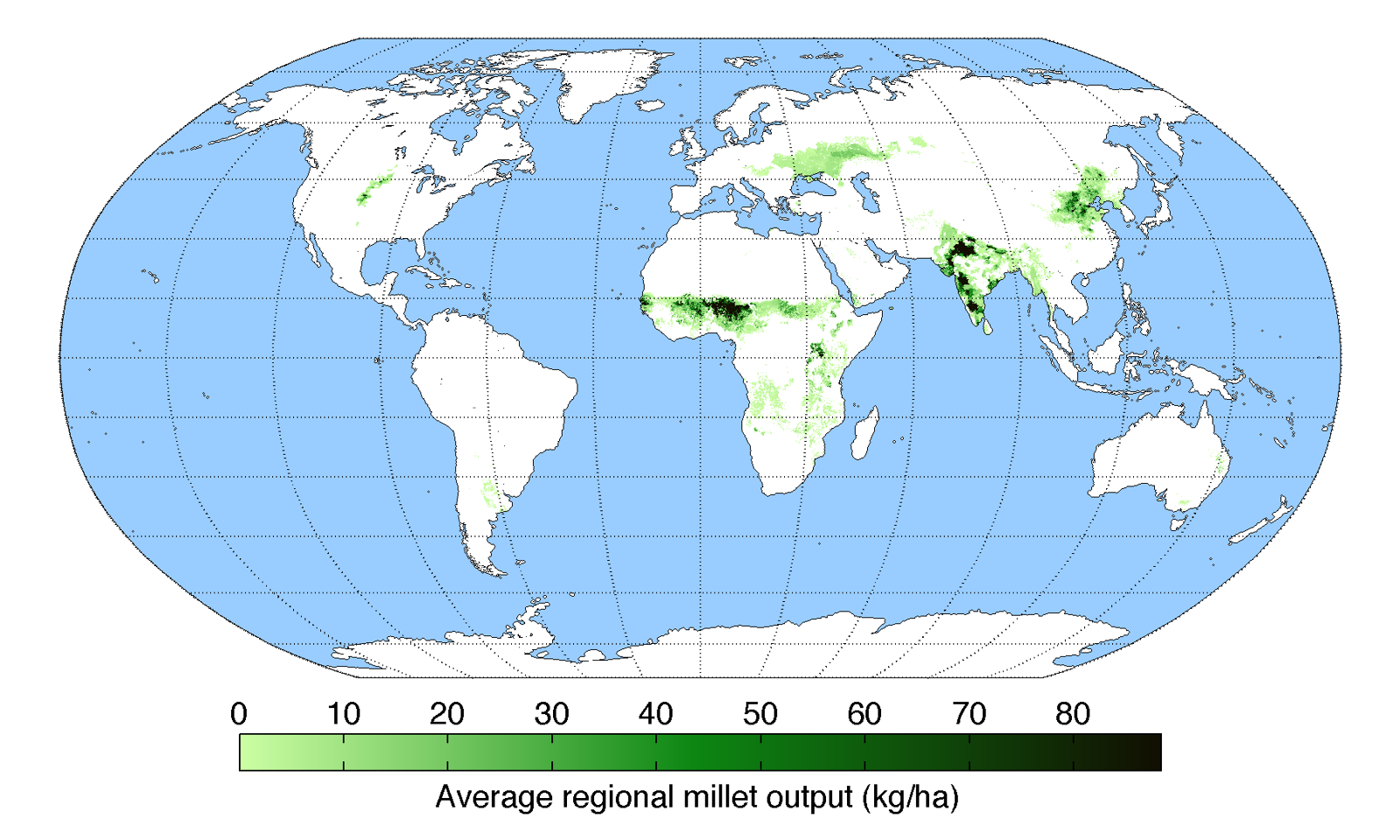
Світове виробництва пшона, 2000

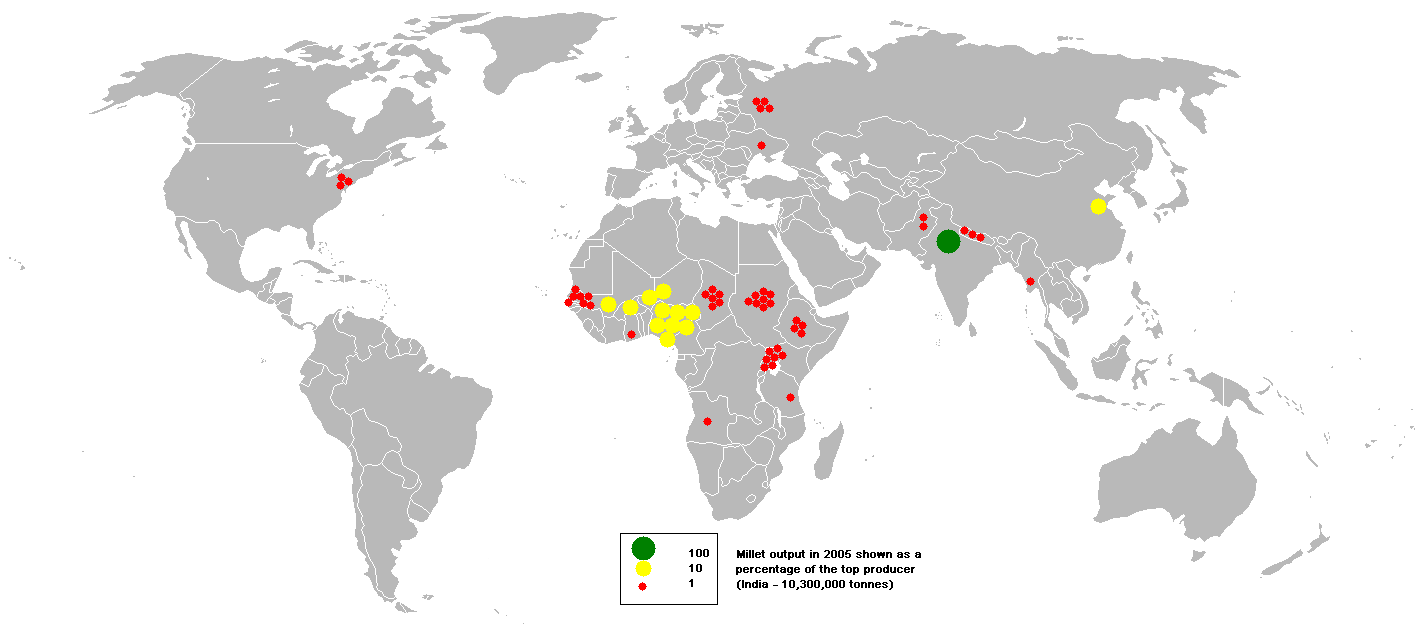
Світове виробництва пшона, 2005

Просо або пшоно є одною із двох основних сільськогосподарських культур у напівпосушливих, виснажених, менш родючих регіонів Африки і Азії. Пшоно пристосоване не лише рости в цих посушливих і несприятливих умовах, але є найнадійнішою культурою в таких регіонах ніж інші зернові. Це, зокрема, зробило просо особливо популярним, в країнах довкола пустелі Сахара у західній Африці.
Пшоно, однак, полюбляє умови високої плодючості і вологи. Врожайність пшона на гектарі землі може бути в два або чотири рази вищою при поливі і додаванні добрив. Існувала співпраця із бідними країнами задля підвищення врожаю пшона.
Індія є найбільшим в світі виробником пшона. В 1970-х, весь зібраний врожай пшона в Індії вживався у їжу. До 2000-х, річний врожай пшона в Індії збільшився, але споживання на душу населення зменшилося на 50 % — 75 % в різних регіонах країни. Станом на 2005, більша частина пшона, що вироблялася в Індії використовувалася для інших застосувань: для корму домашньої худоби і виробництва алкоголю. Індійські виробники обговорювали можливі шляхи збільшення споживання пшона як їжі серед населення, аби збільшити виробництво; однак, серед місцевих жителів стали популярними інші злаки, яким вони частіше віддають перевагу.
У 2010, річний врожай пшона в світі становив 0.83 тонн на гектар. Найврожайніші ферми з вирощування пшона в світі були у Франції, із середнім по країні показником врожайності в 3.3 тонни на гектар в 2010.
| Індія | 10,910 |   |
| Нігерія | 5,000  | F |
| Нігер | 2,955  | * |
| КНР | 1,620  | F |
| Малі | 1,152  |   |
| Буркіна-Фасо | 1,109  | * |
| Судан | 1,090  |   |
| Ефіопія | 0,807  |   |
| Чад | 0,582  | * |
| Сенегал | 0,572  |   |
| В світі | 29,870 | A |
| Немає виноски = офіційна цифра, * = Неофіційна цифра, F = FAO оцінка, A = Може містити офіційні, неофіційні або оцінені дані |        |   |

За даними Державної служби статистики України в 2016 виробництво проса становило 278 тис. т. Найпридатнішими зонами для вирощування проса є Степова і Лісостепова зона, а також Полісся. Найбільші площі вирощування проса, за даними Державної служби статистики України, в 2011 році були зосередженні на Дніпропетровській –19,8 тис. га, Запорізькій –17,3 тис. га, Миколаївській — 16,1 тис. га, Харківській–14,5 тис. га, Херсонській — 14,4 тис. га областях.

### Алкогольні напої

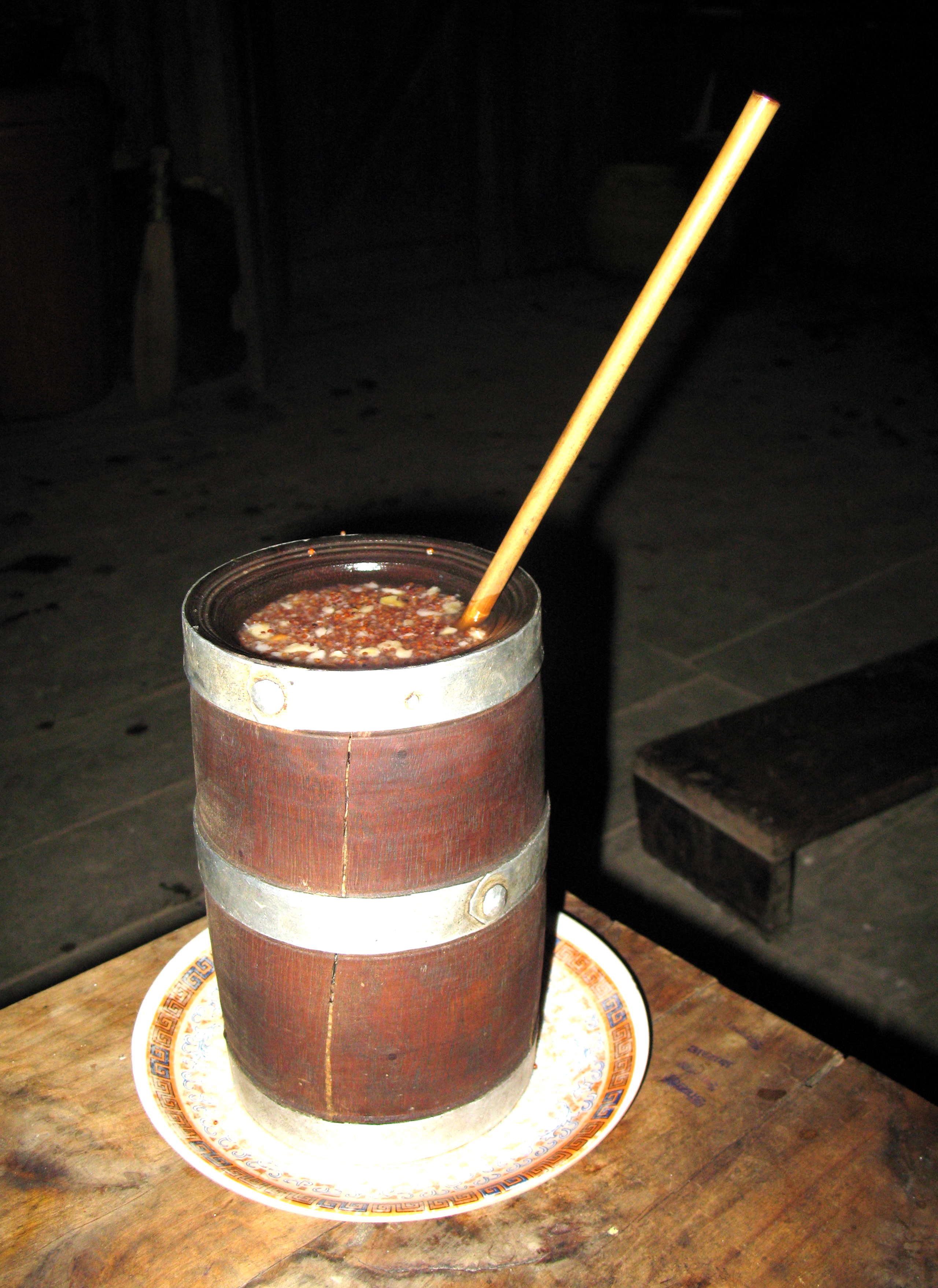
Тонгба, зроблений із пшона алкогольний настій, який поширений у далекосхідних гірських регіонах Непалу і в Сіккімі, Індія

У деяких культурах світу пшоно є традиційно вживаним зерном для пивоваріння пива з проса, наприклад у народу Тао, що живе на острові Лань, а також народу Амі або Атаял в Тайвані. Деякі народи в східній Африці варять напій із пшона сорго, що називається ajono, та є традиційним напоєм народу Тесо. Ферментоване просто готують у великому горщику в гарячій воді, потім розливають і п'ють, потягуючи через довгі соломинки.
Пшоно також є базовим інгредієнтом для приготування дистильованого напою раксі в Непалі і місцевого алкогольного напою народів Шерпа, Таманґ, Раі і Лімбу, який називається тонгба, в східному Непалі. У Балканських країнах, особливо в Румунії і Болгарії, пшоно використовують для приготування ферментованого напою — браги.

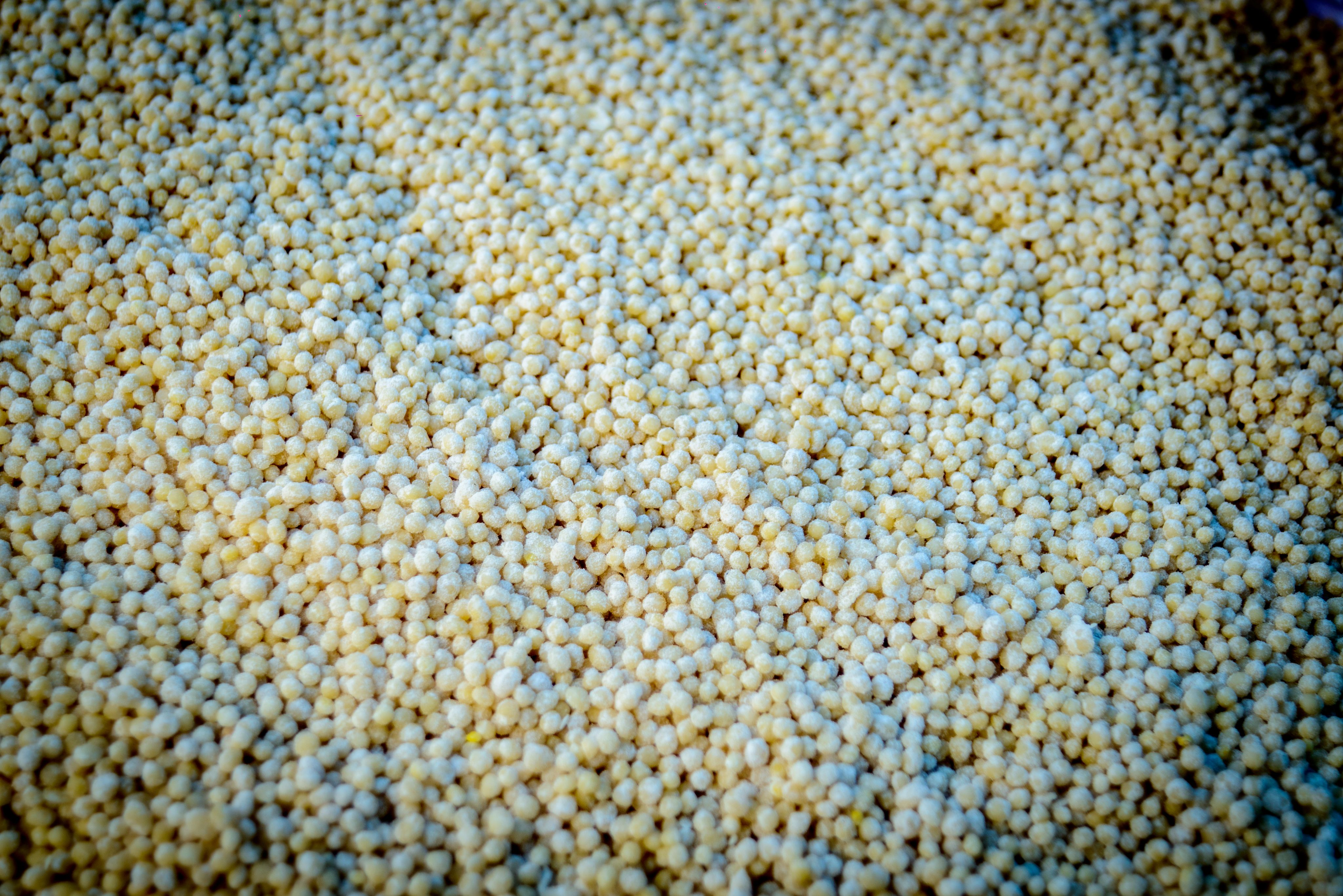

## Галерея

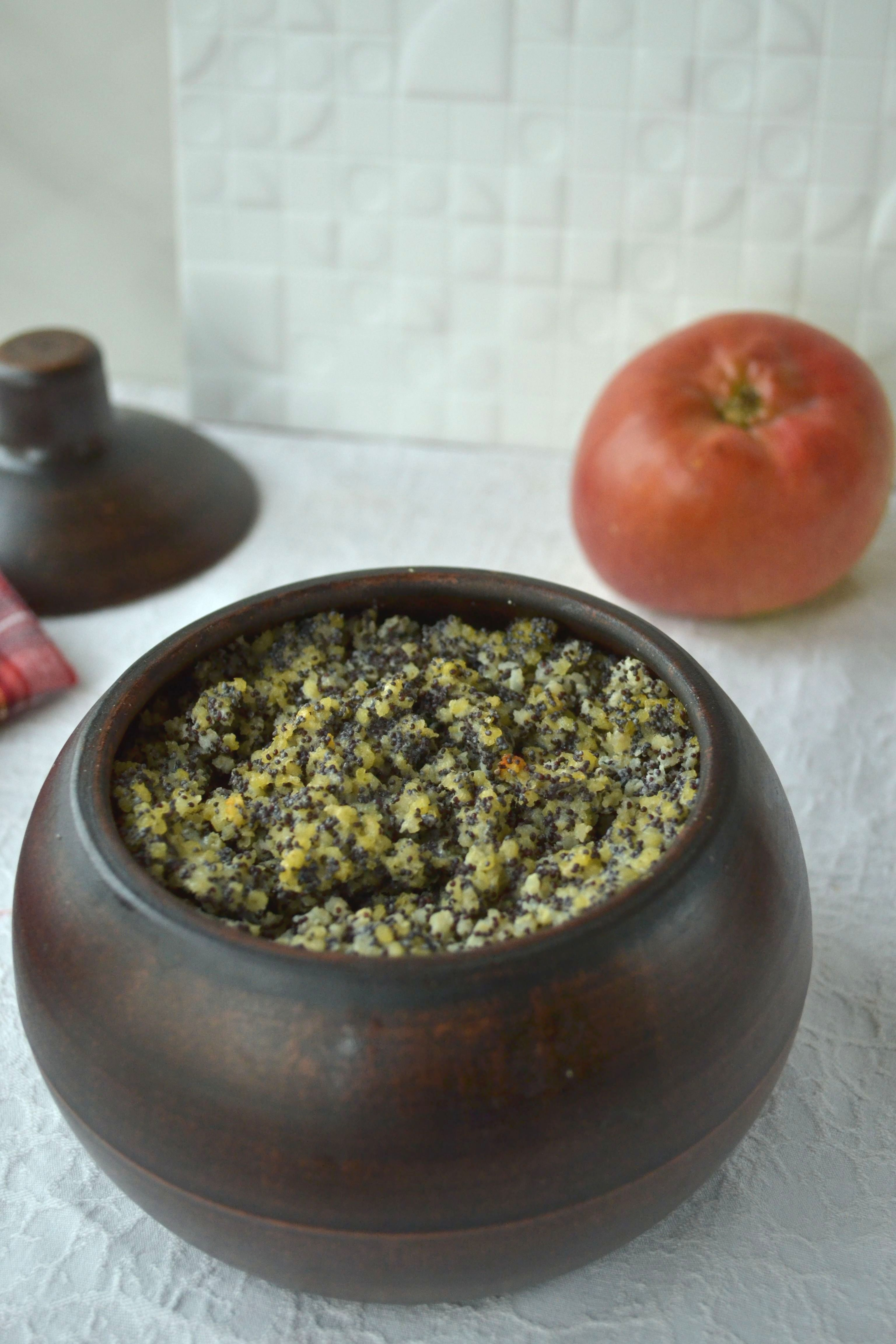
Каша зозуля
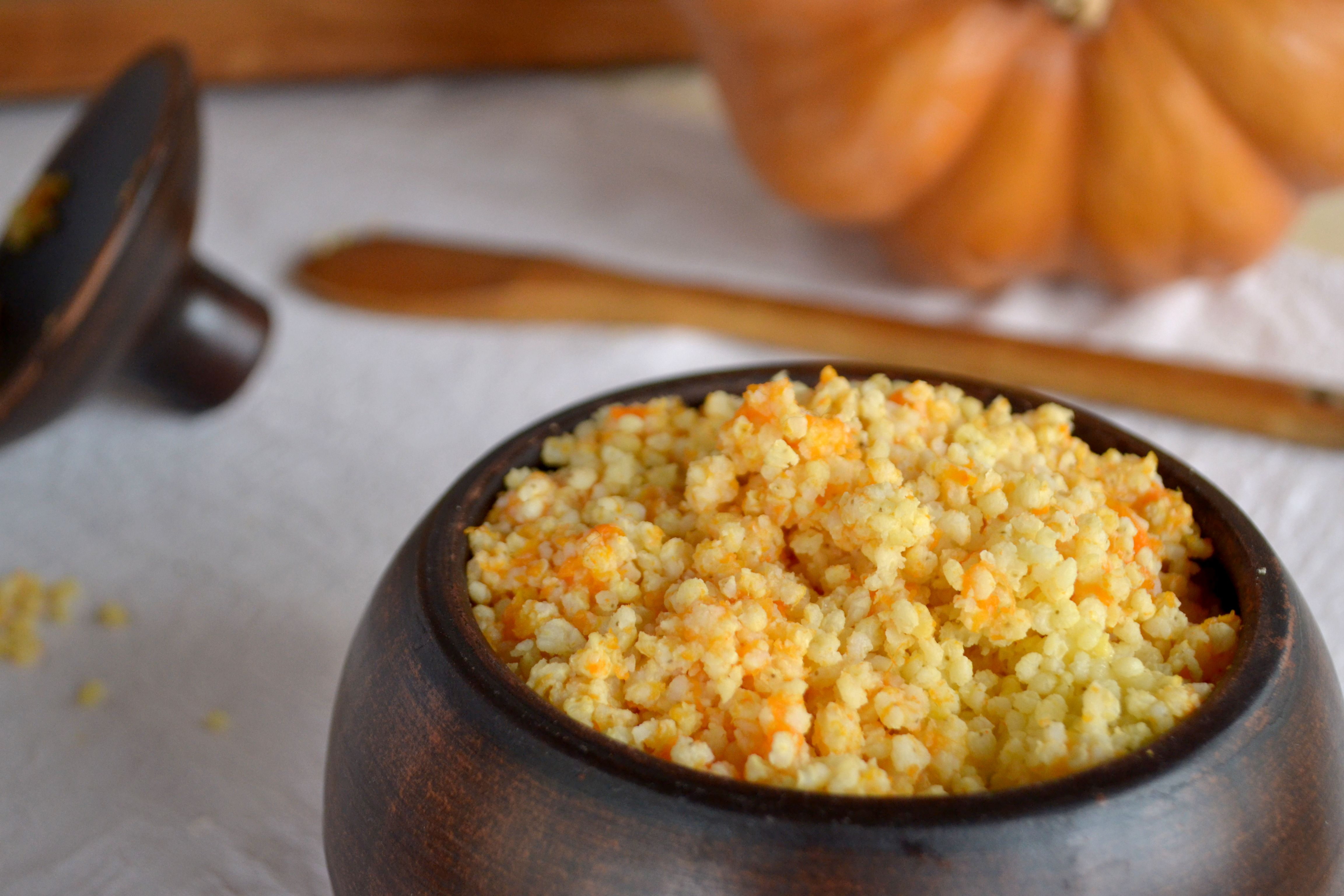
Гарбузово-пшоняна каша
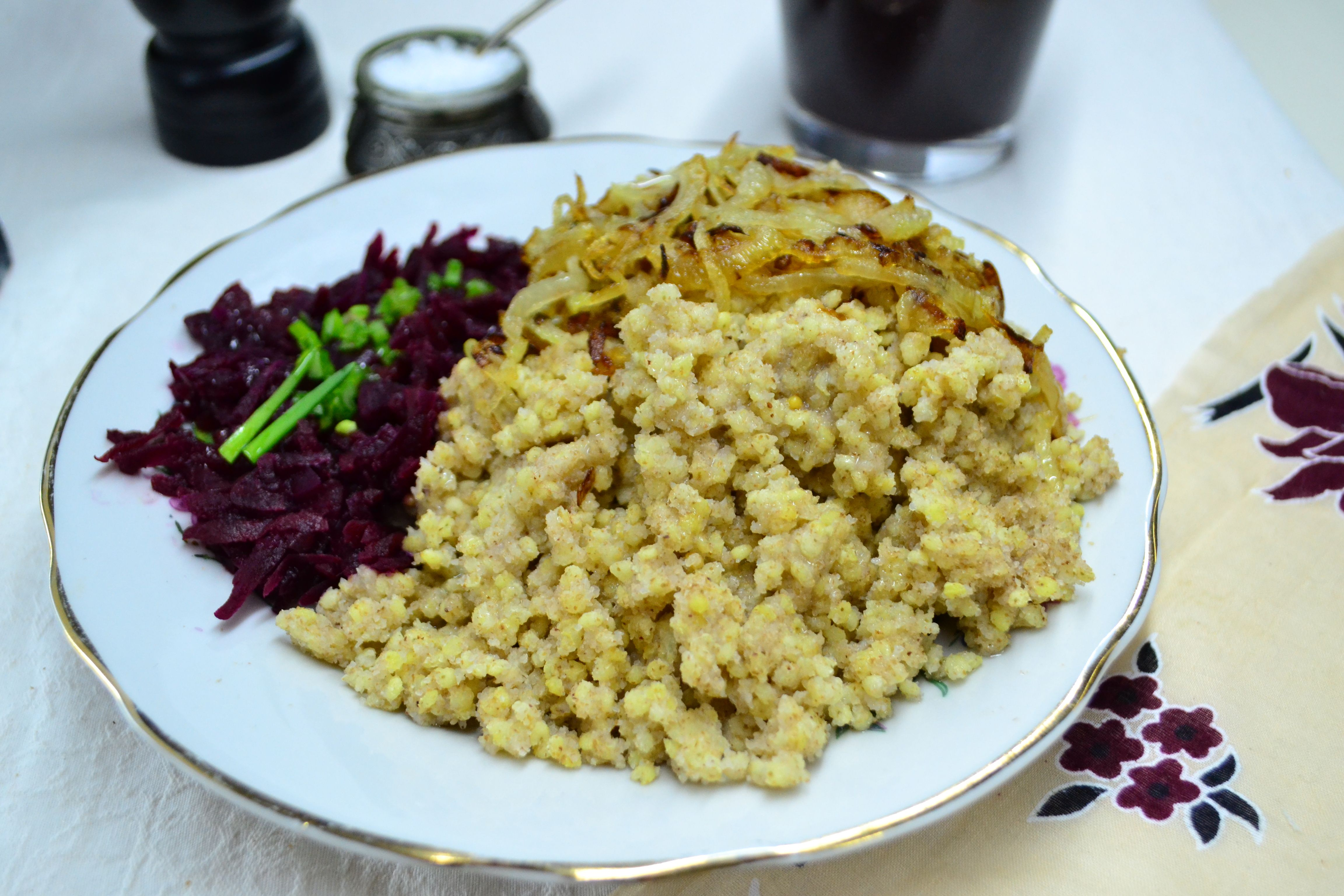
Каша тетеря
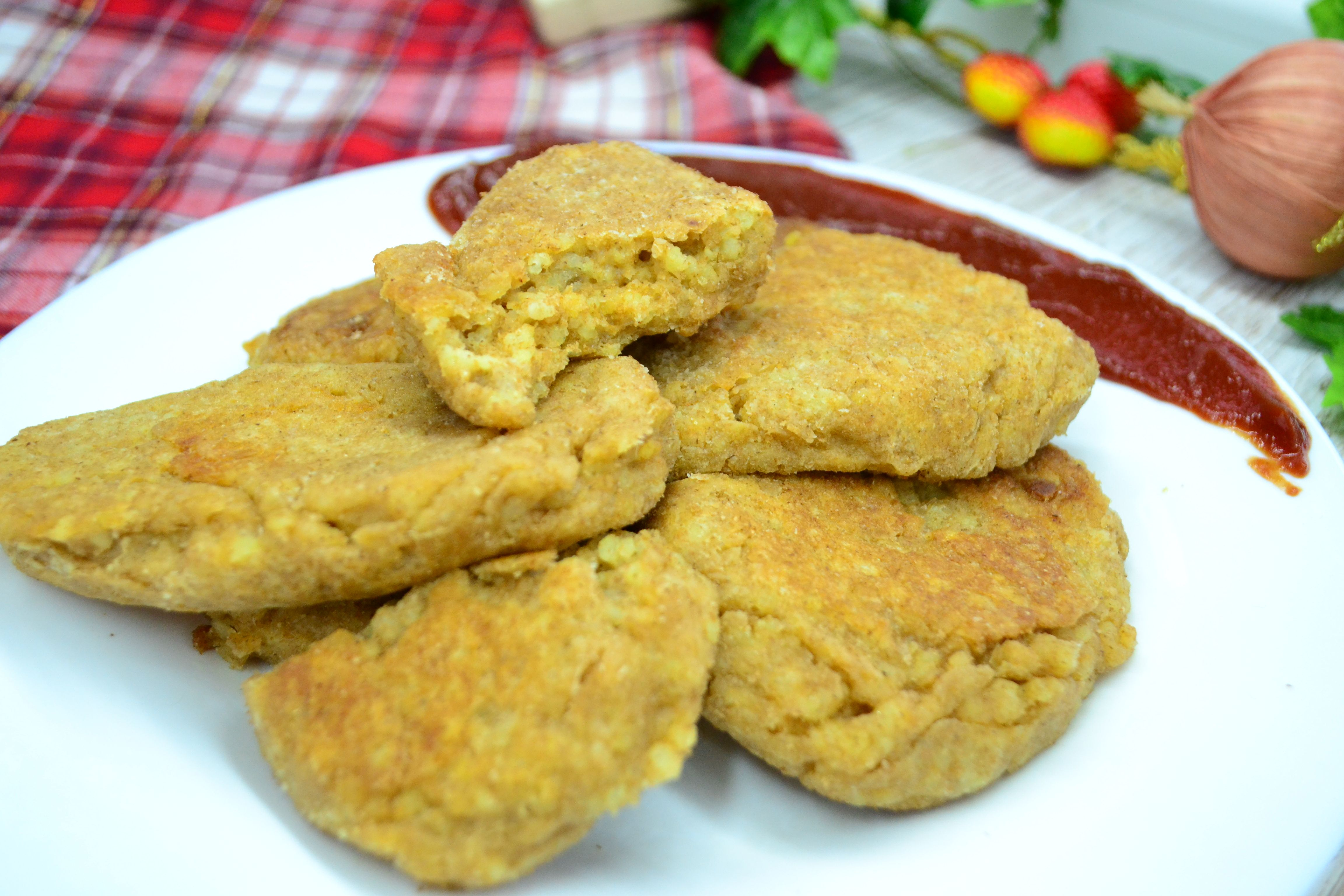
Пшоняники
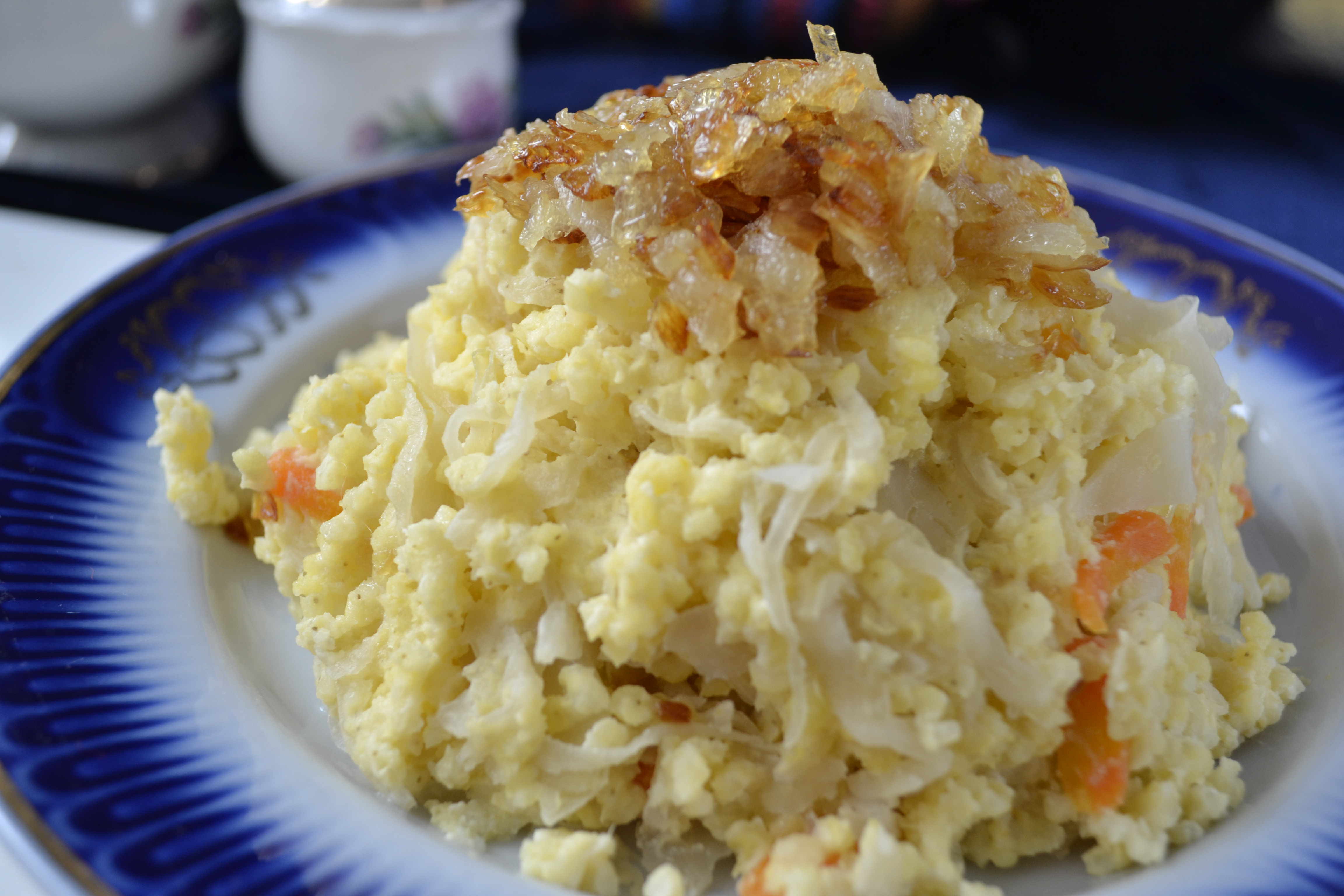
Засипана капуста